# میرزا بدیع‌الزمان صفوی
میرزا بدیع‌الزمان، (درگذشته ۱۶۵۹) یک شاهزاده صفوی در و امیر قدرتمند در امپراتوری گورکانی هند در طول سلطنت شاه جهان بود. او را با نام شهنواز خان صفوی و میرزا دکن می‌شناسند. او پدرزن جهانگیرشاه و برادرش مراد بخش بود.

## خانواده
بدیع‌الزمان فرزند رستم میرزا بود. او در زمان سلطنت جهانگیرشاه به‌قدرت رسید. او از شاهزادگان قدیمی مشهد در ایران بود. پدربزرگ او سلطان حسین میرزا پسر بهرام میرزا پسر شاه اسماعیل یکم و شاهزاده امپراتوری صفویه بود.
او با نورس بیگم دختر میرزا محمد شریف ازدواج کرد. آن‌ها صاحب دو پسر و پنج دختر شدند از جمله دلرس بانو بیگم که با اورنگ‌زیب پسر سوم شاه جهان در سال ۱۶۳۷ ازدواج کرد و دختر کوچک‌تر آن‌ها سکینه بانو بیگم با مراد بخش پسر کوچک شاه جهان در سال ۱۶۳۸ ازدواج کرد. هم‌چنین یکی از برادرزاده‌های او با شاه شجاع پسر دوم شاه جهان ازدواج کرد. این وصلت‌ها باعث افزایش قدرت بدیع‌الزمان در حکومت گورکانیان شد.